# Fagus grandifolia
Fagus grandifolia är en bokväxtart som beskrevs av Jakob Friedrich Ehrhart. Fagus grandifolia ingår i släktet bokar och familjen bokväxter.
Flera exemplar blir 20 till 30 meter höga.
Arten förekommer i östra Nordamerika. Utbredningsområdets västra gräns sträcker sig från östra Texas över östra Missouri till östra Wisconsin. Södra gränsen ligger vid Mexikanska golfen och i norra Florida. Fagus grandifolia når i öst Atlanten och i norr sydöstra Ontario, södra Quebec, södra New Brunswick, Nova Scotia och Prince Edward Island. Små och glest fördelade populationer hittas även i Mexiko.
Denna bok ingår vanligen i lövskogar. Arten är känslig för värme och den växer därför på berg i södra delen av utbredningsområdet. Även frost, torka och översvämningar kan skada trädet. Fagus grandifolia har färre problem med skugga.
Artens blomning sker mellan april och maj. De flesta exemplar behöver vara 40 år gamla tills trädets frön resulterar i nya träd. Många exemplar blir mycket äldre och de äldsta kända exemplaren är 366 år gamla. Nötterna från Fagus grandifolia äts av växtätande däggdjur samt av fåglar.
Lokalt begränsade bestånd kan drabbas av skadeinsekter som Grylloprociphilus imbricator, Longistigma caryae, Lepidosaphes ulmi, Cryptococcus fagisuga och Xylococcus betulae. Den mexikanska varieteten är sällsynt och den borde skyddas bättre. I andra regioner är Fagus grandifolia vanligt förekommande. IUCN listar arten som livskraftig (LC).

## Underarter
Arten delas in i följande underarter:
- F. g. grandifolia
- F. g. mexicana

## Bildgalleri

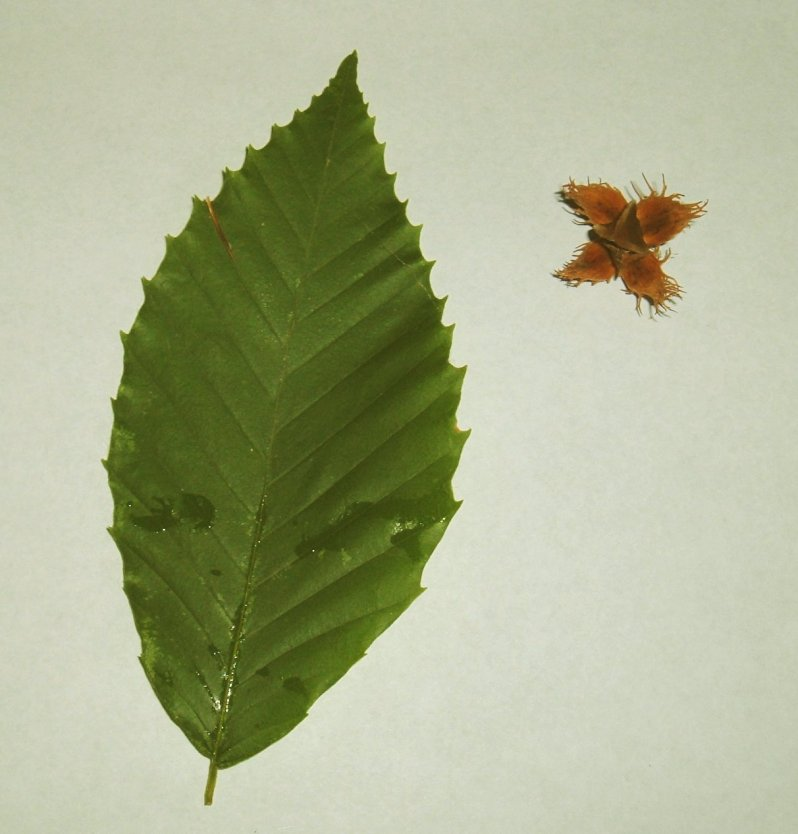